# (31363) Shulga
(31363) Shulga est un astéroïde de la ceinture principale.

## Description
(31363) Shulga est un astéroïde de la ceinture principale. Il fut découvert le 14 novembre 1998 à la station Anderson Mesa par le programme LONEOS. Il présente une orbite caractérisée par un demi-grand axe de 2,35 UA, une excentricité de 0,17 et une inclinaison de 3,2° par rapport à l'écliptique.

## Compléments